# Soize
 Soize  là một xã ở tỉnh Aisne, vùng Hauts-de-France thuộc miền bắc nước Pháp. 

## Hành chính
| Danh sách thị trưởng                   |                          |                |      |         |
| Giai đoạn                              | Giai đoạn                | Tên            | Đảng | Tư cách |
| tháng 3 năm 2001                       | bầu lại tháng 3 năm 2008 | Philippe Papin |      |         |
| Tất cả các dữ liệu trước đây không rõ. |                          |                |      |         |

## Biến động dân số
| Năm | 1962 | 1968 | 1975 | 1982 | 1990 | 1999 |
| --- | ---- | ---- | ---- | ---- | ---- | ---- |
| Dân số | 155  | 156  | 132  | 125  | 104  | 106  |
| From the year 1968 on: No double counting—residents of multiple communes (e.g. students and military personnel) are counted only once. |      |      |      |      |      |      |